# Judgment at Nuremberg
Judgment at Nuremberg (bra: Julgamento em Nuremberg; prt: O Julgamento de Nuremberga) é um filme norte-americano de 1961, em branco e preto, dos gêneros drama de guerra e ficção histórica, dirigido por Stanley Kramer, com roteiro de Abby Mann baseado no episódio homônimo da telessérie Playhouse 90, por sua vez inspirado em histórias reais, principalmente no caso Katzenberger — o último julgamento dos processos de guerra ocorridos após a Segunda Guerra Mundial.

## Sinopse

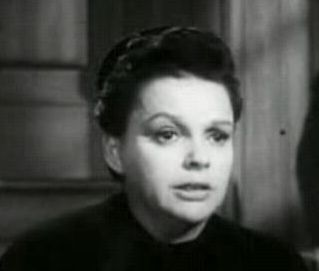
Judy Garland

Em 1948, os processos de "crime de guerra" contra autoridades nazistas continuavam a se desenrolar em Nuremberg. O juiz aposentado Dan Haywood, morador do pequeno estado do Maine, EUA, é designado para a árdua tarefa de presidir o julgamento de quatro juízes alemães, acusados de terem usado seus altos cargos para permitirem e legalizarem as atrocidades cometidas pelos nazistas contra o povo judeu, durante a 2ª Guerra Mundial.

## Elenco

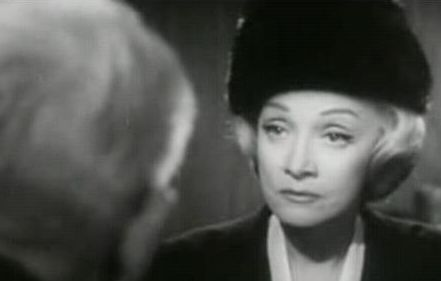
Marlene Dietrich

| Ator/Atriz        | Personagem                                   |
| ----------------- | -------------------------------------------- |
| Spencer Tracy     | Dan Haywood (juiz chefe do tribunal)         |
| Burt Lancaster    | Dr. Ernst Janning (magistrado réu)           |
| Richard Widmark   | coronel Tad Lawson (Promotor)                |
| Marlene Dietrich  | Senhora Bertholt                             |
| Maximilian Schell | Hans Rolfe (advogado de defesa)              |
| Judy Garland      | Irene Hoffman (testemunha)                   |
| Montgomery Clift  | Rudolph Peterson (testemunha)                |
| Ed Binns          | Senador Burkette (amigo do juiz Haywood)     |
| Werner Klemperer  | Emil Hahn (magistrado réu)                   |
| Torben Meyer      | Werner Lampe                                 |
| Martin Brandt     | Friedrich Hofstetter                         |
| William Shatner   | capitão Harrison Byers (Ajudante de Haywood) |

## Principais prêmios e indicações

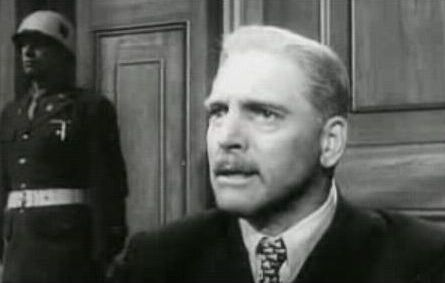
Burt Lancaster

| Lista de prêmios e indicações | Lista de prêmios e indicações             | Lista de prêmios e indicações | Lista de prêmios e indicações |
| Premiação                     | Categoria                                 | Recipiente                    | Resultado                     |
| ----------------------------- | ----------------------------------------- | ----------------------------- | ----------------------------- |
| Oscar 1962                    | Melhor filme                              |                               | Indicado                      |
| Oscar 1962                    | Melhor diretor                            | Stanley Kramer                | Indicado                      |
| Oscar 1962                    | Melhor ator                               | Maximilian Schell             | Venceu                        |
| Oscar 1962                    | Melhor ator                               | Spencer Tracy                 | Indicado                      |
| Oscar 1962                    | Melhor atriz coadjuvante                  | Judy Garland                  | Indicado                      |
| Oscar 1962                    | Melhor ator coadjuvante                   | Montgomery Clift              | Indicado                      |
| Oscar 1962                    | Melhor roteiro adaptado                   | Abby Mann                     | Venceu                        |
| Oscar 1962                    | Melhor edição                             |                               | Indicado                      |
| Oscar 1962                    | Melhor figurino                           |                               | Indicado                      |
| Oscar 1962                    | Melhor fotografia                         |                               | Indicado                      |
| Oscar 1962                    | Melhor direção de arte                    |                               | Indicado                      |
| Golden Globe                  | Melhor diretor                            | Stanley Kramer                | Venceu                        |
| Golden Globe                  | Melhor filme - drama                      |                               | Indicado                      |
| Golden Globe                  | Melhor ator - drama                       | Maximilian Schell             | Venceu                        |
| Golden Globe                  | Melhor ator coadjuvante                   | Montgomery Clift              | Indicado                      |
| Golden Globe                  | Melhor atriz coadjuvante                  | Judy Garland                  | Indicado                      |
| Golden Globe                  | Melhor filme de compreensão internacional |                               | Indicado                      |